# Championnats du monde d'aviron 2017
Navigation
Rotterdam 2016 Plovdiv 2018
Les championnats du monde d'aviron 2017, quarante-septième édition des championnats du monde d'aviron, ont lieu du 24 septembre au 1er octobre 2017 à Sarasota, en Floride, aux États-Unis.

## Résultats
Catégories non-olympiques

### Hommes
| Épreuves | Or | Or             | Argent | Argent         | Bronze | Bronze         |
| -------- | --- | -------------- | --- | -------------- | --- | -------------- |
| M1x      | République tchèque Ondřej Synek | 6 min 40 s 640 | Cuba Ángel Fournier | 6 min 43 s 490 | Grande-Bretagne Tom Barras | 6 min 45 s 140 |
| M2x      | Nouvelle-Zélande John Storey Christopher Harris | 6 min 10 s 070 | Pologne Mirosław Ziętarski Mateusz Biskup | 6 min 10 s 660 | Italie Filippo Mondelli Luca Rambaldi | 6 min 11 s 330 |
| M4x      | Lituanie Dovydas Nemeravičius Martynas Džiaugys Rolandas Maščinskas Aurimas Adomavičius                                                                   | 5 min 43 s 10  | Grande-Bretagne Jack Beaumont Jonathan Walton John Collins Graeme Thomas                                                                       | 5 min 45 s 03  | Estonie Kaur Kuslap Allar Raja Tõnu Endrekson Kaspar Taimsoo                                                                               | 5 min 45 s 32  |
| M2−      | Italie Matteo Lodo Giuseppe Vicino | 6 min 16 s 22  | Croatie Martin Sinković Valent Sinković | 6 min 16 s 56  | Nouvelle-Zélande Tom Murray James Hunter                                                                                                   | 6 min 20 s 85  |
| M4−      | Australie Joshua Hicks Spencer Turrin Jack Hargreaves Alexander Hill                                                                                      | 5 min 55 s 24  | Italie Marco Di Costanzo Giovanni Abagnale Matteo Castaldo Domenico Montrone                                                                   | 5 min 57 s 19  | Grande-Bretagne Matthew Rossiter Mohamed Sbihi Matthew Tarrant William Satch                                                               | 5 min 57 s 99  |
| M2+      | Hongrie Adrián Juhász Béla Simon Andrea Vanda Kolláth | 6 min 54 s 80  | Australie Darcy Wruck Angus Widdicombe James Rook                                                                                              | 6 min 56 s 60  | Allemagne Malte Grossmann Finn Schröder Jonas Wiesen                                                                                       | 6 min 58 s 37  |
| M8+      | Allemagne Johannes Weißenfeld Felix Wimberger Maximilian Planer Torben Johannesen Jakob Schneider Malte Jakschik Richard Schmidt Hannes Ocik Martin Sauer | 5 min 26 s 85  | États-Unis Dariush Aghai Yohann Rigogne Alexander Karwoski Jordan Vanderstoep Thomas Peszek Nick Mead Andrew Reed Patrick Eble Julian Venonsky | 5 min 28 s 45  | Italie Cesare Gabbia Emanuele Liuzzi Luca Parlato Paolo Perino Bruno Rosetti Mario Paonessa Davide Mumolo Leonardo Pietra Enrico D'Aniello | 5 min 28 s 90  |
| LM1x     | Irlande Paul O'Donovan | 6 min 48 s 87  | Nouvelle-Zélande Matthew Dunham | 6 min 52 s 16  | Norvège Kristoffer Brun | 6 min 52 s 35  |
| LM2x     | France Pierre Houin Jérémie Azou | 6 min 13 s 10  | Italie Stefano Oppo Pietro Ruta | 6 min 15 s 15  | Chine Sun Man Fan Junjie | 6 min 15 s 40  |
| LM4x     | France François Teroin Damien Piqueras Maxime Demontfaucon Stany Delayre                                                                                  | 5 min 51 s 85  | Grande-Bretagne Edward Fisher Zak Lee-Green Peter Chambers Gavin Horsburgh                                                                     | 5 min 52 s 02  | Grèce Ninos Nikolaidis Panagiotis Magdanis Spyridon Giannaros Eleftherios Konsolas                                                         | 5 min 53 s 64  |
| LM2−     | Irlande Mark O'Donovan Shane O'Driscoll | 6 min 32 s 42  | Italie Giuseppe Di Mare Alfonso Scalzone | 6 min 34 s 20  | Brésil Xavier Vela Willian Giaretton | 6 min 35 s 30  |
| LM4−     | Italie Federico Duchich Leone Barbaro Lorenzo Tedesco Piero Sfiligoi                                                                                      | 5 min 59 s 60  | Russie Maksim Telitcyn Aleksandr Bogdashin Aleksandr Chaukin Aleksey Vikulin                                                                   | 6 min 01 s 91  | Allemagne Patrik Stöcker Sven Keßler Jonathan Koch Julius Peschel                                                                          | 6 min 03 s 37  |

### Femmes
| Épreuves | Or | Or            | Argent | Argent        | Bronze | Bronze        |
| -------- | --- | ------------- | --- | ------------- | --- | ------------- |
| W1x      | Suisse Jeannine Gmelin | 7 min 22 s 58 | Grande-Bretagne Victoria Thornley | 7 min 24 s 50 | Autriche Magdalena Lobnig | 7 min 26 s 56 |
| W2x      | Nouvelle-Zélande Brooke Donoghue Olivia Loe | 6 min 45 s 08 | États-Unis Meghan O'Leary Ellen Tomek | 6 min 46 s 57 | Australie Olympia Aldersey Madeleine Edmunds                                                                                    | 6 min 49 s 76 |
| W4x      | Pays-Bas Olivia van Rooijen Inge Janssen Sophie Souwer Nicole Beukers                                                                                    | 6 min 16 s 72 | Pologne Agnieszka Kobus Marta Wieliczko Maria Springwald Katarzyna Zillmann                                                                   | 6 min 17 s 71 | Grande-Bretagne Bethany Bryan Mathilda Hodgkins-Byrne Jessica Leyden Holly Nixon                                                | 6 min 19 s 93 |
| W2−      | Nouvelle-Zélande Grace Prendergast Kerri Gowler | 7 min 00 s 53 | États-Unis Megan Kalmoe Tracy Eisser | 7 min 04 s 37 | Danemark Hedvig Rasmussen Christina Johansen                                                                                    | 7 min 06 s 21 |
| W4−      | Australie Lucy Stephan Katrina Werry Sarah Hawe Molly Goodman                                                                                            | 6 min 33 s 58 | Pologne Olga Michałkiewicz Joanna Dittmann Monika Ciaciuch Maria Wierzbowska                                                                  | 6 min 34 s 25 | Russie Elena Oriabinskaia Anastasia Tikhonova Ekaterina Potapova Alevtina Savkina                                               | 6 min 34 s 67 |
| W8+      | Roumanie Ioana Vrînceanu Viviana-Iuliana Bejinariu Mihaela Petrila Iuliana Popa Mădălina Bereș Denisa Tilvescu Adelina Bogus Laura Oprea Daniela Druncea | 6 min 06 s 40 | Canada Lisa Roman Kristin Bauder Nicole Hare Hillary Janssens Christine Roper Susanne Grainger Jennifer Martins Rebecca Zimmerman Kristen Kit | 6 min 07 s 09 | Nouvelle-Zélande Ashlee Rowe Ruby Tew Georgia Perry Kelsey Bevan Kelsi Walters Rebecca Scown Lucy Spoors Emma Dyke Sam Bosworth | 6 min 07 s 27 |
| LW1x     | Afrique du Sud Kirsten McCann | 7 min 38 s 78 | Pays-Bas Marieke Keijser | 7 min 41 s 00 | États-Unis Mary Jones | 7 min 42 s 45 |
| LW2x     | Roumanie Ionela Lehaci Gianina Beleagă | 6 min 55 s 88 | Nouvelle-Zélande Zoe McBride Jackie Kiddle | 6 min 56 s 09 | États-Unis Emily Schmieg Michelle Sechser                                                                                       | 6 min 56 s 38 |
| LW4x     | Italie Asja Maregotto Paola Piazzolla Federica Cesarini Giovanna Schettino                                                                               | 6 min 33 s 97 | Australie Amy James Alice Arch Georgia Miansarow Georgia Nesbitt                                                                              | 6 min 35 s 47 | Chine Xuan Xulian Shen Ling Pan Dandan Chen Fang                                                                                | 6 min 36 s 33 |

### Para-canoë

#### Hommes
| Épreuves | Or                    | Or             | Argent                   | Argent         | Bronze                  | Bronze         |
| -------- | --------------------- | -------------- | ------------------------ | -------------- | ----------------------- | -------------- |
| PR1M1x   | Australie Erik Horrie | 9 min 39 s 480 | Ukraine Roman Polianskyi | 9 min 47 s 890 | Russie Alexey Chuvashev | 9 min 52 s 250 |

#### Femmes
| Épreuves | Or                       | Or              | Argent              | Argent          | Bronze                          | Bronze          |
| -------- | ------------------------ | --------------- | ------------------- | --------------- | ------------------------------- | --------------- |
| PR1 W1x  | Norvège Birgit Skarstein | 11 min 14 s 170 | Israël Moran Samuel | 11 min 20 s 810 | Allemagne Sylvia Pille-Steppart | 11 min 55 s 750 |

#### Mixte
| Épreuves | Or                                                                                          | Or             | Argent                                                                                  | Argent         | Bronze                                                                                      | Bronze         |
| -------- | ------------------------------------------------------------------------------------------- | -------------- | --------------------------------------------------------------------------------------- | -------------- | ------------------------------------------------------------------------------------------- | -------------- |
| PR2Mix2x | Pays-Bas Annika van der Meer Marinus de Koning (en)                                         | 8 min 11 s 000 | Ukraine Iaroslav Koiuda Iryna Kyrychenko                                                | 8 min 28 s 710 | Pologne Michał Gadowski Jolanta Majka                                                       | 8 min 29 s 770 |
| PR3Mix2x | Brésil Diana Barcelos de Oliveira Jairo Klug                                                | 7 min 28 s 95  | France Antoine Jesel Guylaine Marchand                                                  | 7 min 34 s 70  | Allemagne Jessica Dietz Valentin Luz                                                        | 7 min 40 s 72  |
| PR3Mix4+ | Grande-Bretagne Grace Clough Giedrė Rakauskaitė Oliver Stanhope James Fox Anna Corderoy (c) | 6 min 55 s 70  | États-Unis Jaclyn Smith Michael Varro Zachary Burns Danielle Hansen Jennifer Sichel (c) | 7 min 18 s 80  | Italie Lucilla Aglioti Tommaso Schettino Luca Agoletto Paola Protopapa Gaetano Iannuzzi (c) | 7 min 23 s 52  |

## Tableau des médailles
| Rang | Nation             | Or | Argent | Bronze | Total |
| ---- | ------------------ | -- | ------ | ------ | ----- |
| 1    | Italie             | 3  | 3      | 3      | 9     |
| 2    | Nouvelle-Zélande   | 3  | 2      | 2      | 7     |
| 3    | Australie          | 3  | 2      | 1      | 6     |
| 4    | France             | 2  | 1      | 0      | 3     |
| 4    | Pays-Bas           | 2  | 1      | 0      | 3     |
| 6    | Irlande            | 2  | 0      | 0      | 2     |
| 6    | Roumanie           | 2  | 0      | 0      | 2     |
| 8    | Grande-Bretagne    | 1  | 3      | 3      | 7     |
| 9    | Allemagne          | 1  | 0      | 4      | 5     |
| 10   | Brésil             | 1  | 0      | 1      | 2     |
| 10   | Norvège            | 1  | 0      | 1      | 2     |
| 12   | République tchèque | 1  | 0      | 0      | 1     |
| 12   | Hongrie            | 1  | 0      | 0      | 1     |
| 12   | Lituanie           | 1  | 0      | 0      | 1     |
| 12   | Afrique du Sud     | 1  | 0      | 0      | 1     |
| 12   | Suisse             | 1  | 0      | 0      | 1     |
| 17   | États-Unis         | 0  | 4      | 2      | 6     |
| 18   | Pologne            | 0  | 3      | 1      | 4     |
| 19   | Ukraine            | 0  | 2      | 0      | 2     |
| 20   | Russie             | 0  | 1      | 2      | 3     |
| 21   | Canada             | 0  | 1      | 0      | 1     |
| 21   | Croatie            | 0  | 1      | 0      | 1     |
| 21   | Cuba               | 0  | 1      | 0      | 1     |
| 21   | Israël             | 0  | 1      | 0      | 1     |
| 25   | Chine              | 0  | 0      | 2      | 2     |
| 26   | Autriche           | 0  | 0      | 1      | 1     |
| 26   | Danemark           | 0  | 0      | 1      | 1     |
| 26   | Estonie            | 0  | 0      | 1      | 1     |
| 26   | Grèce              | 0  | 0      | 1      | 1     |